# AEK Athènes – Olympiakós en football
La rivalité entre l'AEK Athènes et l'Olympiakós, se réfère à l'antagonisme entre deux des clubs les plus titrés du football grec. La rivalité footballistique se prolonge également dans d'autres sports tels le basket-ball ou le water-polo. Si les deux clubs sont basés dans la banlieue l'Attique, les matchs entre eux sont considérés comme un derby de l'Attique plutôt qu'un derby athénien.
Au niveau du palmarès et lors de confrontations directes, l'Olympiakos est devant l'AEK.